# Stadtsparkasse Schrobenhausen
Die Stadtsparkasse Schrobenhausen war eine öffentlich-rechtliche Sparkasse mit Sitz in Schrobenhausen in Bayern. Ihr Geschäftsgebiet erstreckte sich auf den Altlandkreis Schrobenhausen. 
Zum 1. Juli 2013 erfolgte die Fusion mit der Stadtsparkasse Aichach zur neuen Sparkasse Aichach-Schrobenhausen.

## Organisationsstruktur
Die Stadtsparkasse Schrobenhausen war eine Anstalt des öffentlichen Rechts. Rechtsgrundlagen waren das Sparkassengesetz für Bayern und die durch den Verwaltungsrat der Sparkasse erlassene Satzung. Organe der Sparkasse waren der Vorstand und der Verwaltungsrat.

## Geschäftsausrichtung
Die Stadtsparkasse Schrobenhausen betrieb als Sparkasse das Universalbankgeschäft. 

## Sparkassen-Finanzgruppe
Die Stadtsparkasse Schrobenhausen war Teil der Sparkassen-Finanzgruppe. Die Sparkasse vertrieb daher Bausparverträge der LBS, offene Investmentfonds der Deka und vermittelte Versicherungen der Versicherungskammer Bayern. Zuständige Landesbank war die BayernLB. Die Bank fungierte unter anderem als Verrechnungsstelle für den bargeldlosen Zahlungsverkehr.